# Набемоно

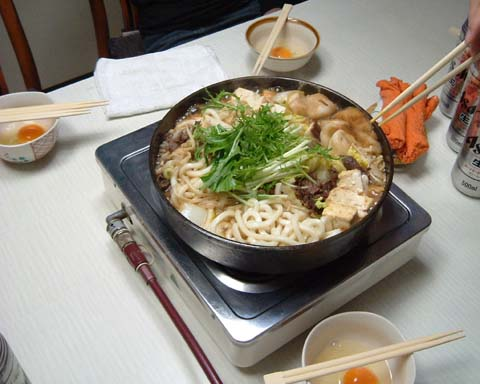
Сукіякі — один із різновидів набемоно

Набемоно (яп. 鍋物 — загальний термін для страв японської кухні, які готуються в горщику на манер фондю.
Прийом їжі з загального горщика вважається важливою особливістю набемоно; японська приказка «сидіти навколо горщика» (яп. 鍋 を 囲 む) означає теплі стосунки, які створює страва набе.

## Опис
Більшість набемоно — це рагу і супи, що подаються в холодну пору року. У сучасній Японії переносні плитки для набемоно тримають страву гарячою за обіднім столом. Страва часто готується за столом, і ті, хто їдять, можуть вибрати готові інгредієнти, які хочуть, з каструлі. Їдять набемоно або з бульйоном, або із соусом. Інші інгредієнти також можна послідовно додавати в горщик.
У Японії розрізняють два типи набемоно: злегка приправлений бульйон (переважно з комбу), який буває двох видів: юдофу (湯豆腐) та міцутакі (水炊き), які їдять, занурюючи в соус (таре), щоб насолодитися смаком самих інгредієнтів; і сильно ароматизований бульйон, як правило, з місо, соєвим соусом, даші та / або солодкою соєю, напр. йосенабе (寄 鍋), оден (お で ん) та сукіякі (す き 焼 き), що вживаються в їжу без додаткових ароматизаторів.
Горщики традиційно виготовляються з глини (土 鍋, донабе) або товстого чавуну (鉄 鍋, тецунабе). Глиняні горщики можуть певний час зберігати тепло після зняття з вогню, тоді як чавунні горщики рівномірно розподіляють тепло і переважно використовуються для сукіякі. Горщики, як правило, ставлять у центрі обідніх столів, і ними користуються кілька людей. Це вважається найбільш товариським способом столування з друзями і родиною.

## Різновиди
- Чанконабе (ち ゃ ん こ 鍋): спочатку подавався лише борцям сумо. Чанконабе подається з більшою кількістю інгредієнтів, ніж інші набемоно, оскільки воно було розроблене, щоб допомогти борцям сумо набрати вагу. Існує багато рецептів, але зазвичай вони містять котлети, курку, овочі, такі як пекінська капуста, а також удон .
- Мотсунабе (ts つ 鍋): готується з яловичини або свинячих субпродуктів, спочатку місцева страва Фукуоки, але популяризується по всій країні в 1990-х роках завдяки своєму смаку та прийнятній ціні. Інгредієнти моцунабе відрізняються від ресторану до ресторану, але типово варити свіжі коров'ячі субпродукти з капустою та часником . Після їжі субпродуктів та овочів залишок супу використовується для приготування локшини з шампону . Основою супу є переважно соєвий соус або місо .
- Оден: кілька інгредієнтів, таких як варені яйця, дайкон, коньяк та оброблені рибні коржі, тушковані в легкому бульйоні даші зі смаком сої. Караші (японська гірчиця) часто використовують як приправу.
- Шябу-шябу : тонко нарізане м'ясо та овочі, які відварюють у горщику за обіднім столом і їдять із соусом.
- Сукіякі: яловичина, нарізана тонкими скибочками, тофу, овочі та крохмальна локшина, тушкована в підсолодженому соєвому соусі та їдять із сирим яйцем.
- Йосенабе: Йосе (寄) означає «складання», мається на увазі, що всі речі (наприклад, м'ясо, морепродукти, яйце, тофу та овочі) готуються разом у каструлі. Йосенабе, як правило, заснований на бульйоні, приготованому з ароматизаторами місо або соєвого соусу.
- Юдофу: тофу, що варився у бульйоні комбу і подається з понзу та різними приправами.

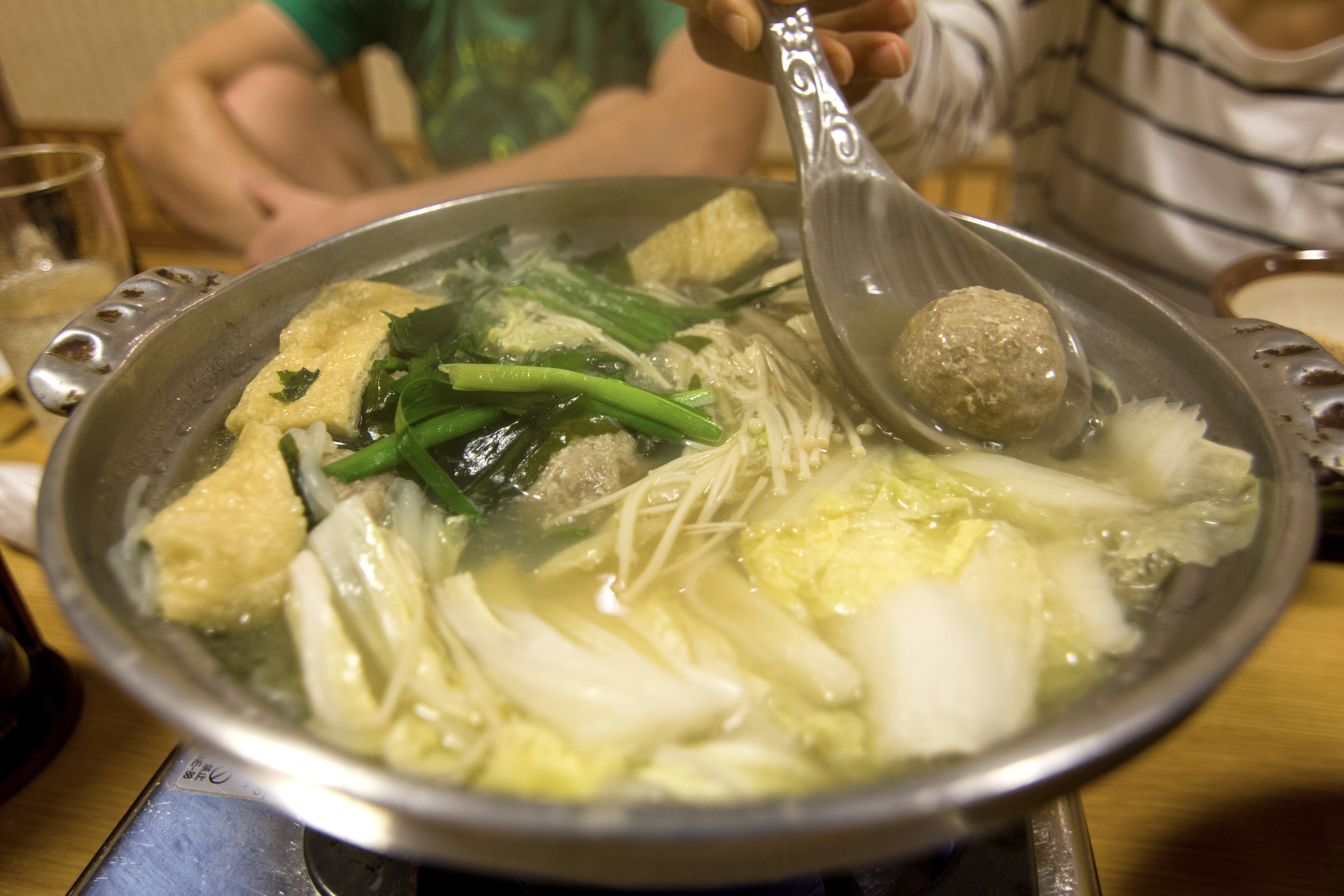
Чанконабе
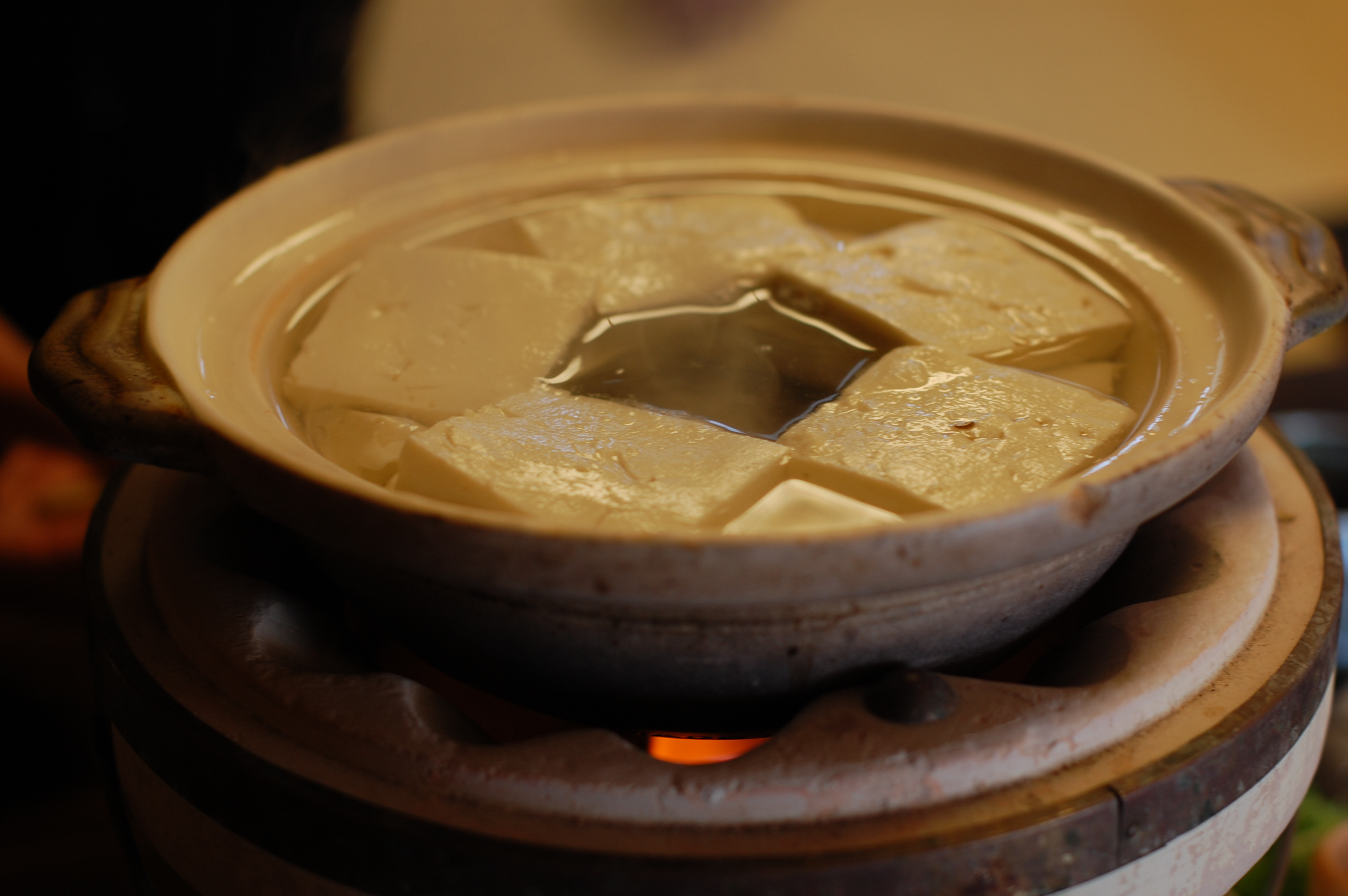
Юдофу
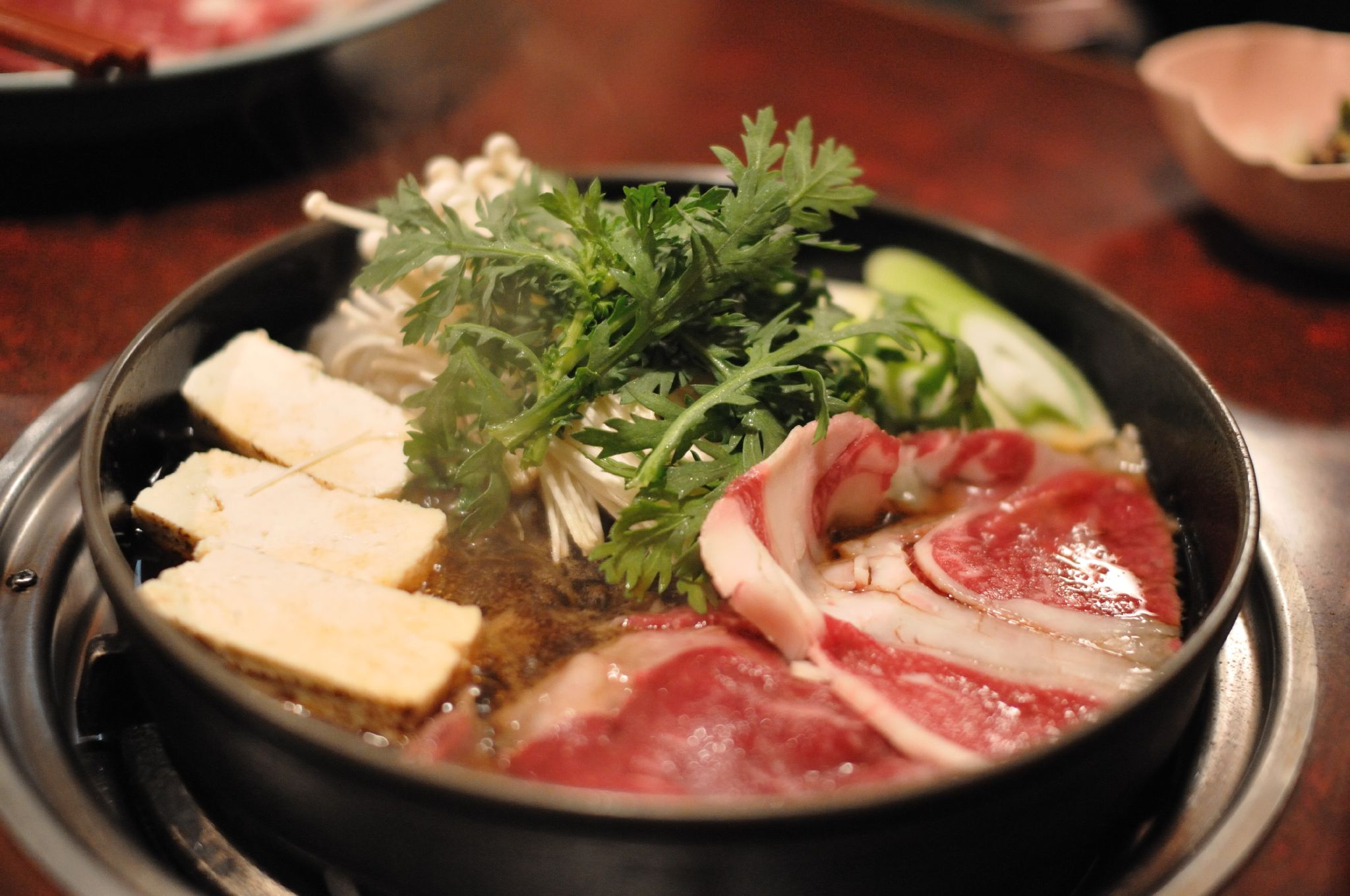
Сукіякі
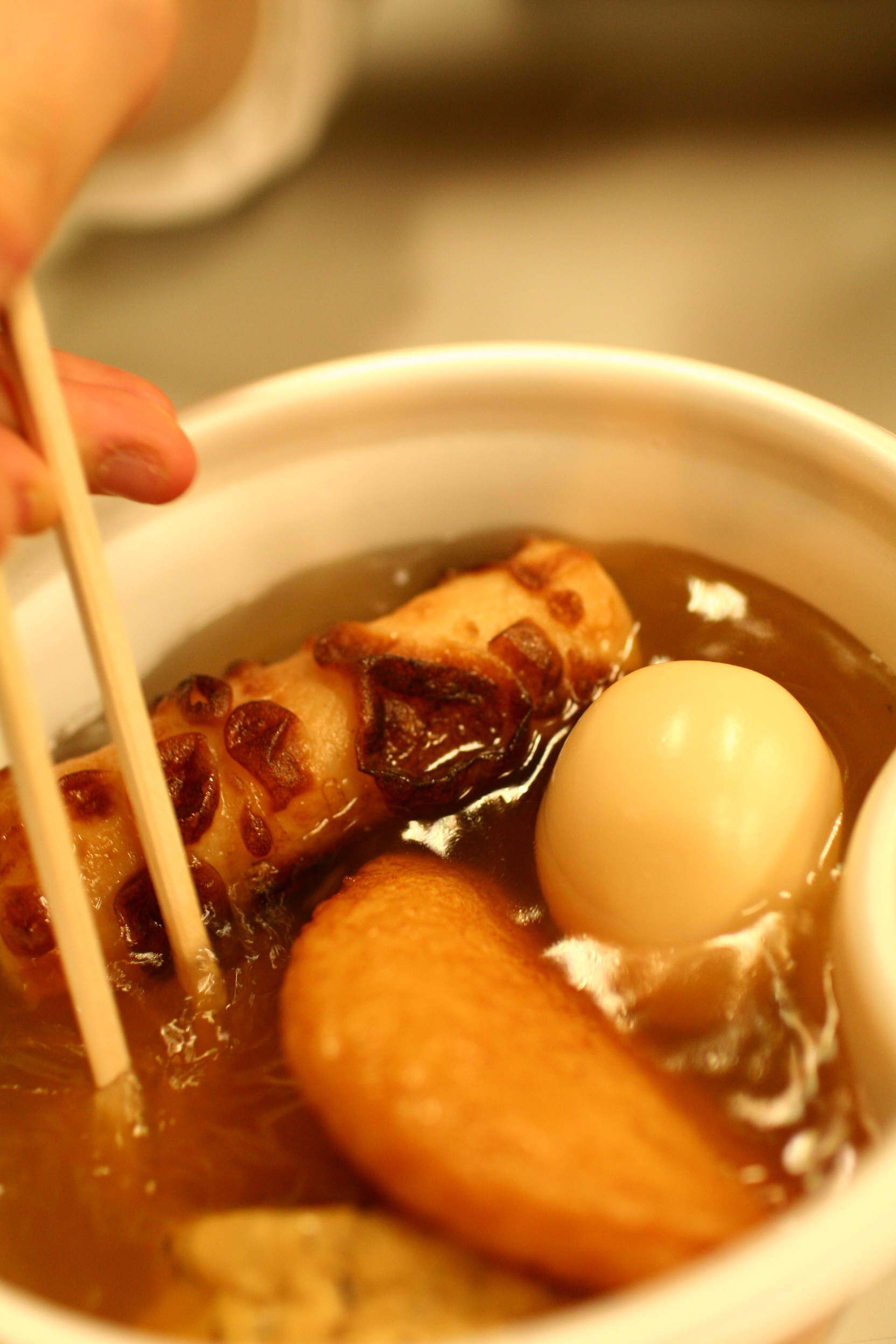
Оден
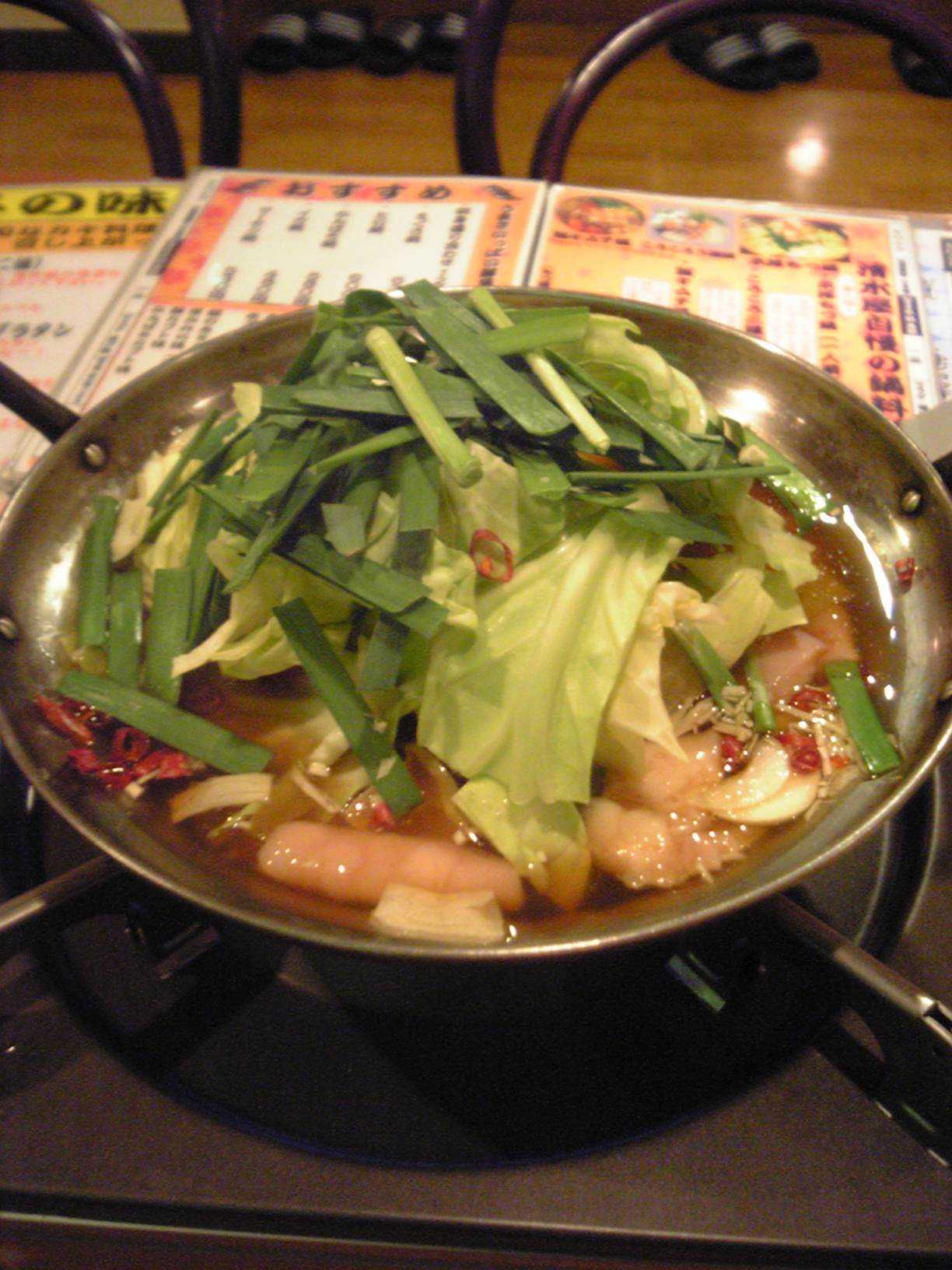
Мотсунабе

### Регіональні варіації
В Японії існує багато різновидів регіональних набемоно, які містять спеціальні регіональні інгредієнти, такі як лосось на Хоккайдо та устриці в Хіросімі. Ось декілька прикладів:
- Хоккайдо
  - Ішікарі-набе : лосось, тушкований на місо на основі бульйону з овочами. Типові інгредієнти включають дайкон, тофу, коньяку, китайську капусту, картоплю, валлійську цибулю, шунгіку, гриб шиїтаке та масло.
- Регіон Тохоку
  - Кірітампо-набе : Кірітампо (товчений рис, «шашлик» та гриль), тушкований у бульйоні з куркою, лопухом, японською петрушкою, валлійською цибулею та коньяку. Типова страва префектури Акіта.
- Регіон Канто
  - Хото-набе : типова страва Яманасі . Хото (тип удону) тушковане в місо з кабоча сквош, китайська капуста, морква, таро тощо.
- Регіон Чуцу
  - Моміджі-набе (набе з оленини). Типові інгредієнти: оленина, лопух, шиїтаке, батун, коньяку, тофу, зелені овочі, приготовлені в місо, заснованому бульйоні.

- Регіон Кансай

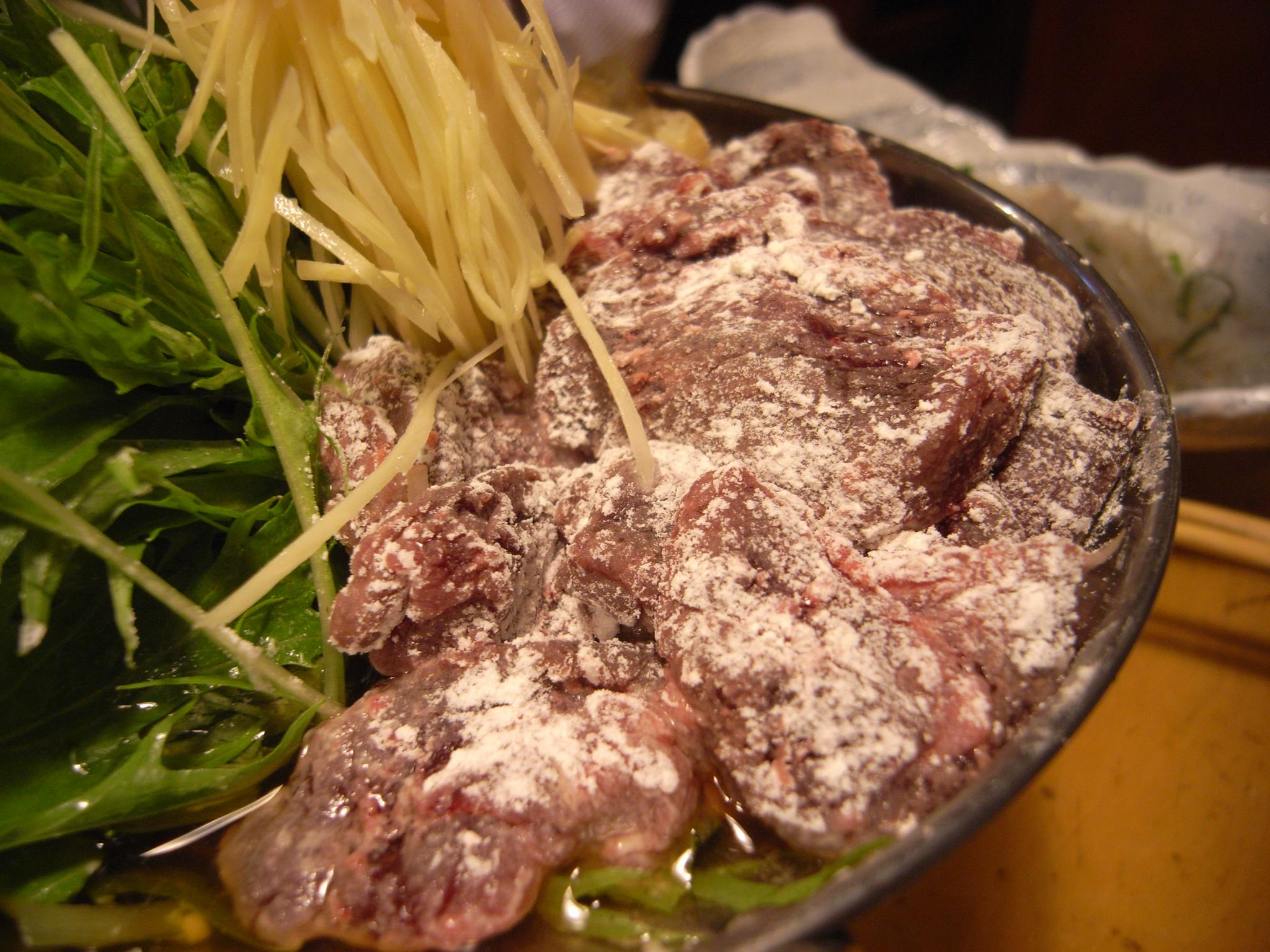
Харіхарі-набе

  - Удон-сукі : удон, тушкований на бульйоні з різними інгредієнтами.
  - Харіхарі-набе : м'ясо китів та міцуна. Типова страва Осаки.
- Регіон Чугоку
  - Фугу-чірі : скибочки фугу, тушковані в даші з листяними овочами, такими як шунгіку та китайська капуста, страву їдять з понзу.
  - Доте-набе : Устриця та інші інгредієнти (зазвичай китайська капуста, тофу та шунгіку, тушковані в горщику з внутрішньою підкладкою, покритою місо.
- Сікоку
  - Бенкей но наджіру : (na означає зелені овочі, а jiru означає суп). Інгредієнти: качка, кабан, курка, яловичина, свинина, редька дайкон, морква, міцуна, хіру (різновид цибулі-шалоту) та ґіоза з гречки та рису.
- Кюсю
  - Мізутакі. Шматочки курки та овочі, тушковані в простому бульйоні, їдять із соусом, напр. понзу. Інгредієнти включають китайську капусту, валлійську цибулю, гриб шиїтаке або інший гриб, тофу, шунгіку, локшину ширатакі.

## Соуси
Набемоно зазвичай їдять із соусом, який іноді називають таре, буквально «занурювати». Кілька видів соусів можна використовувати з додатковими спеціями, які називаються якумі. Типові якумі включають тертий часник, масло, червоний перець, суміш червоного перцю та інших спецій, смажений кунжут або моміджі ороші (суміш тертої редьки дайкон та червоного перцю).
- Понзу: звичайне понзу виготовляється з соєвого соусу та соку, вичавленого з гіркого апельсина, солодкого саке та запасу комбу (ламінарії).
- Ґомадаре (кунжут соус): кунжут соус, як правило, з меленого кунжуту, соєвий соус, ламінарії, саке і цукор.